# Вентрикуларна зона
Код кичмењака, вентрикуларна зона (ВЗ) је пролазни ембрионални слој ткива који садржи неуралне матичне ћелије, углавном радијалне глијалне ћелије, централног нервног система (ЦНС). ВЗ је тако названа јер облаже вентрикуларни систем, који садржи цереброспиналну течност (ЦСФ). Ембрионални вентрикуларни систем садржи факторе раста и друге хранљиве материје потребне за правилно функционисање нервних матичних ћелија. Неурогенеза, или генерисање неурона, се дешава у ВЗ током ембрионалног и феталног развоја као функција Notch пута, и новорођени неурони морају да мигрирају на значајне удаљености до свог коначног одредишта у мозгу у развоју или кичмена мождина. где ће успоставити неуронска кола.
Секундарна пролиферативна зона, субвентрикуларна зона (СВЗ), лежи поред ВЗ. У ембрионалном церебралном кортексу, СВЗ садржи средње неуронске прогениторе који настављају да се деле на постмитотичке неуроне. Кроз процес неурогенезе, родитељски базен неуралних матичних ћелија се исцрпљује и ВЗ нестаје. Равнотежа између стопа пролиферације матичних ћелија и промена неурогенезе током развоја, и врста од миша до човека показује велике разлике у броју ћелијских циклуса, дужини ћелијског циклуса и другим параметрима, за које се сматра да дају расте до велике разноликости у величини и структури мозга.
Чини се да епигенетске модификације ДНК имају централну улогу у регулисању експресије гена током диференцијације нервних матичних ћелија. Једна врста епигенетске модификације која се јавља у ВЗ је формирање ДНК 5-метилцитозина из цитозина помоћу ДНК метилтрансфераза. Још један важан тип епигенетске модификације је деметилација 5мЦ катализована у неколико корака помоћу ТЕТ ензима и ензима базног пута поправке ексцизије.